# Mžižovice
Mžižovice (ook wel Mžížovice - Duits: Mschischowitz) is een Tsjechische plaats in de gemeente Ostředek, regio Midden-Bohemen, en maakt deel uit van het district Benešov. Het dorp is aaneengegroeid met Ostředek.
Mžižovice telt 27 inwoners (2021).

## Geografie
Er is een vijver in het dorp.

## Geschiedenis
De eerste schriftelijke vermelding van het dorp dateert van 1427.
Sinds 1960 is Mžižovice volledig ondergebracht bij het district Benešov.

## Verkeer en vervoer

### Autowegen
Er leidt een regionale weg naar het dorp, evenals snelweg D1.

### Spoorlijnen
Er is geen station in Mžižovice. Het dichtstbijzijnde station is in Chocerady, op zo'n zes kilometer afstand. Dat station ligt aan spoorlijn 212 Čerčany - Sázava - Zruč nad Sázavou - Světlá nad Sázavou. De lijn is enkelsporig en werd in 1901 geopend.

### Buslijnen
Er is één bushalte in Mžižovice:
| Halte               | Lijn(en) | Traject(en)                                    | Vervoerder(s) |
| ------------------- | -------- | ---------------------------------------------- | ------------- |
| Ostředek, Mžižovice | 483 770  | Vlašim - Chocerady Benešov - Uhlířské Janovice | CŠAD Benešov  |

## Bezienswaardigheden
- Dorpskapel

## Galerij

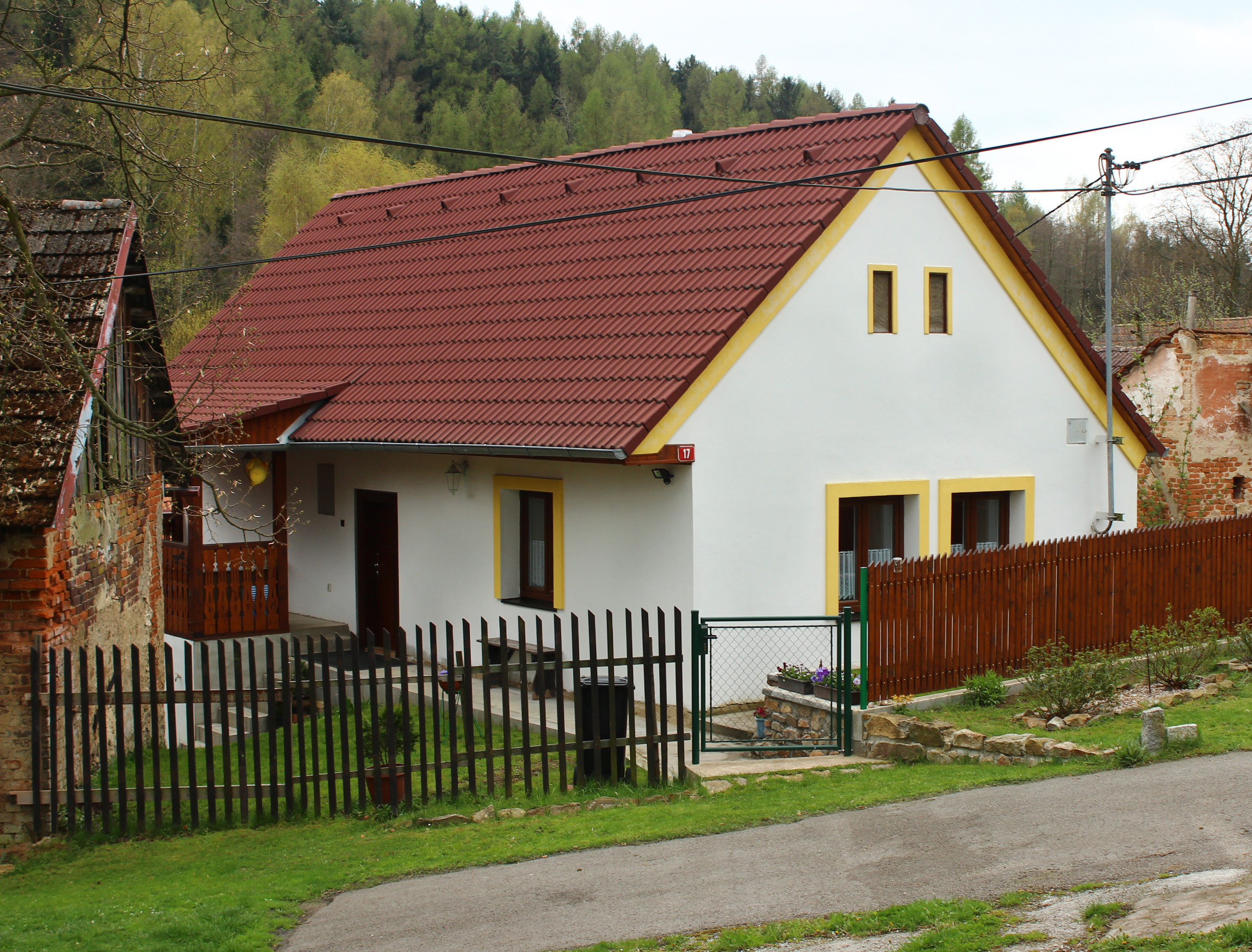
Huis in het dorp (2014)
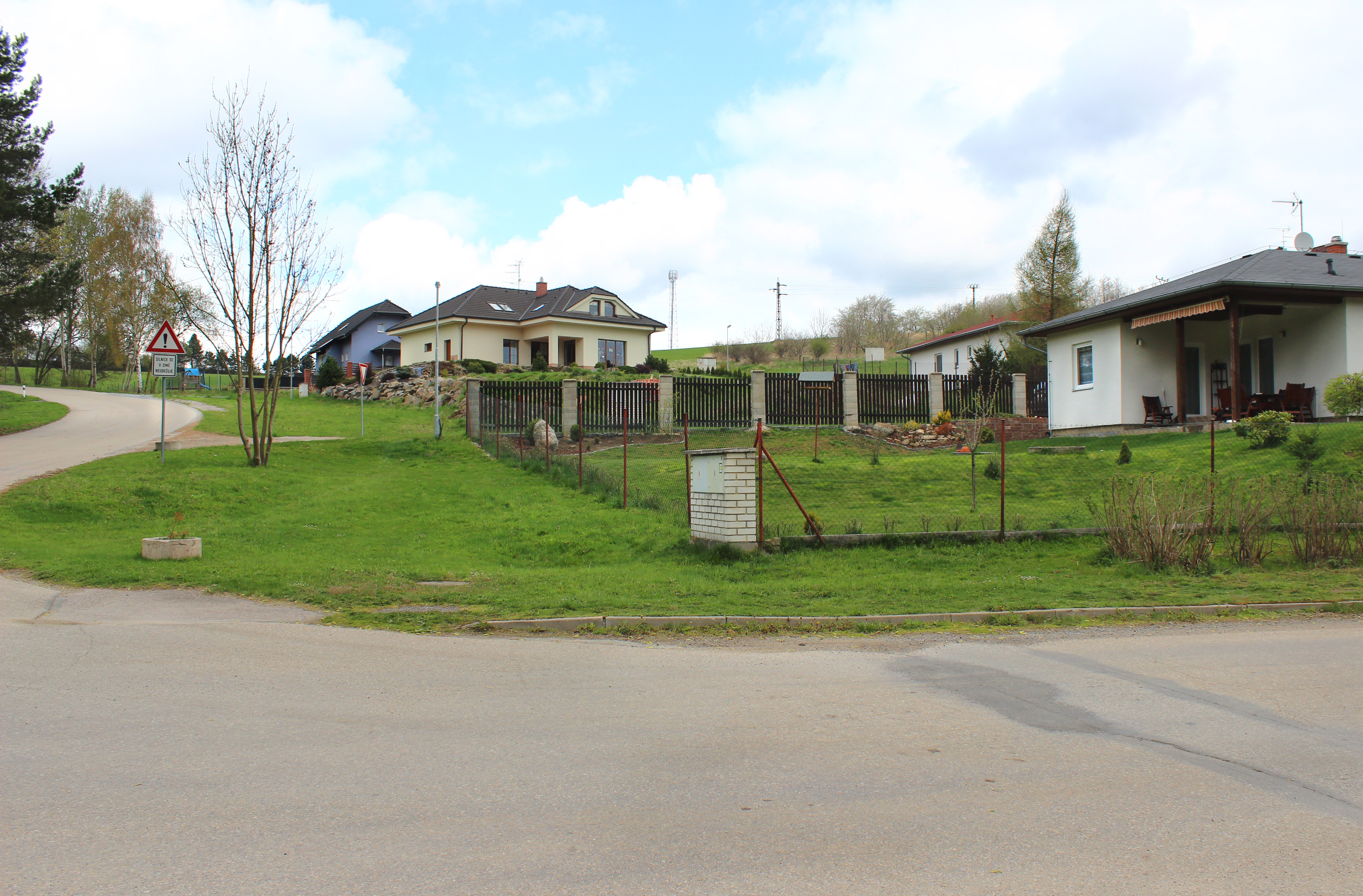
Moderne huizen in het dorp (2014)
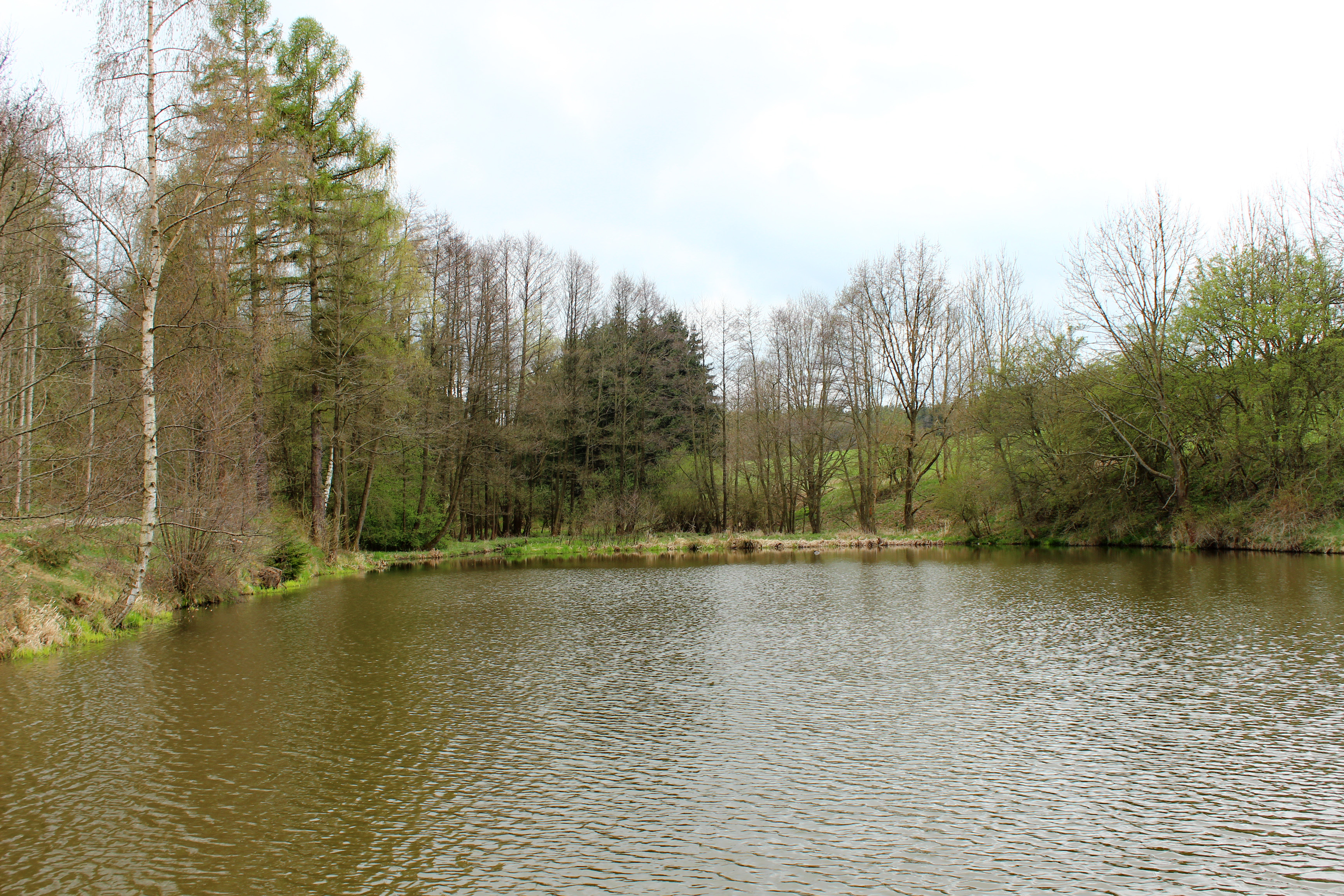
Dorpsvijver (2014)
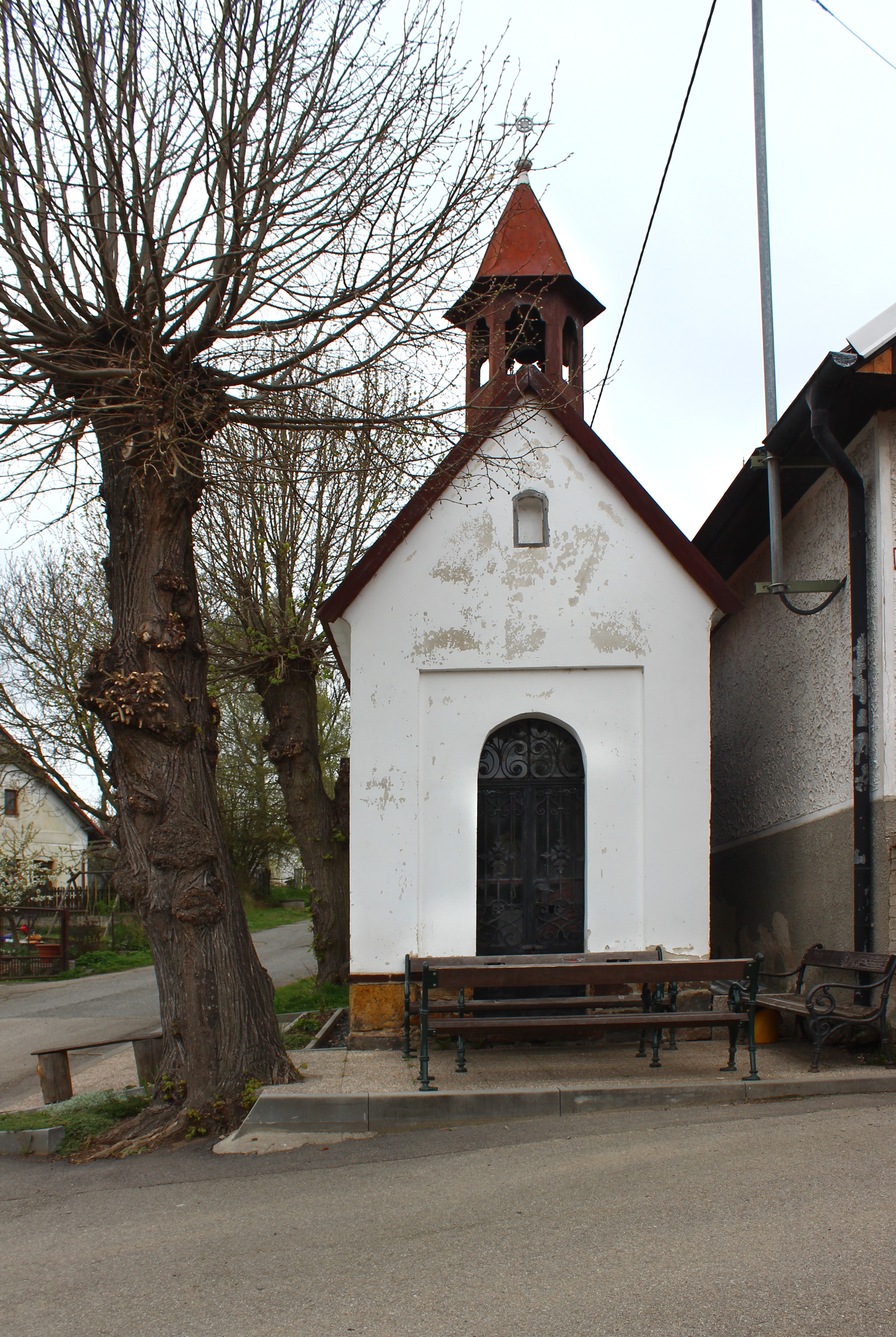
Dorpskapel (2014)